# Al Thaid Sports Club
L'Al Thaid Sports Club (in arabo في النادي الرياضي) è una società calcistica emiratina di Sharjah, fondata nel 1959 e che attualmente milita nella UAE Second Division.

## Rosa Attuale
| N. |                                | Ruolo | Calciatore            |
| -- | ------------------------------ | ----- | --------------------- |
| 2  | Arabia Saudita (bandiera)      | D     | Yussif Al Yassi       |
| 3  | Emirati Arabi Uniti (bandiera) | D     | Mohamed Juma Basheer  |
| 6  | Emirati Arabi Uniti (bandiera) | D     | Ghazi Majid Al Kuwari |
| 7  | Oman (bandiera)                | C     | Mohammed Awadh        |
| 8  | Burkina Faso (bandiera)        | A     | Hugues-Wilfried Dah   |
| 9  | Brasile (bandiera)             | A     | Gustavo Santos        |
| 10 | Emirati Arabi Uniti (bandiera) | C     | Wajeh Al Saqeer       |

| N. |                                | Ruolo | Calciatore              |
| -- | ------------------------------ | ----- | ----------------------- |
| 11 | Emirati Arabi Uniti (bandiera) | A     | Ali Abdulwahab Al-Safi  |
| 13 | Emirati Arabi Uniti (bandiera) | D     | Abdulaziz Abdulla Saleh |
| 15 | Emirati Arabi Uniti (bandiera) | D     | Ali Norooz Hasan        |
| 17 | Emirati Arabi Uniti (bandiera) | C     | Yasser Al-Amer Saad     |
| 19 | Burkina Faso (bandiera)        | A     | Pan Pierre Koulibaly    |
| 30 | Timor Est (bandiera)           | A     | Murilo de Almeida       |
|    | Senegal (bandiera)             | A     | Papa Waigo              |